# Äbilchan Qastejew

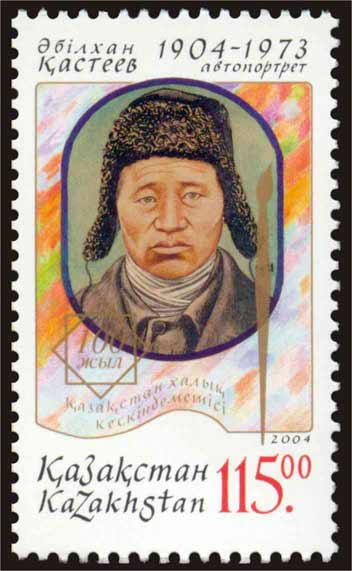
Selbstporträt von Äbilchan Qastejew auf einer kasachischen Briefmarke von 2004

Äbilchan Qastejew (kasachisch Әбілхан Қастеев, russisch Абылхан Кастеев Abylchan Kastejew; * 1. Januarjul. / 14. Januar 1904greg. im Dorf Schischin, Oblast Semiretschje, Russisches Kaiserreich; † 2. November 1973 in Alma-Ata, Kasachische SSR) war ein kasachisch-sowjetischer Maler.

## Leben
Qastejew wurde 1904 in einem Dorf in der Nähe von Dscharkent in der Oblast Semiretschje im Russischen Kaiserreich geboren. Sein Vater war Viehzüchter gewesen, seine Mutter webte zuhause Teppiche. Im Alter von drei Jahren verlor er seinen Vater. Um seine Mutter und seine jüngeren Geschwister zu unterstützen, begann Qastejew früh zu arbeiten. Als die Familie nach Dscharkent zog, bekam er Arbeit beim Bau der Turkestan-Sibirischen Eisenbahn.
1929 zog er nach Alma-Ata, wo er Nikolai Gawrilowitsch Chludow traf und in dessen Kunstatelier unterrichtet wurde. Zwischen 1934 und 1936 lebte er in Moskau. Dort studierte er am Kunstatelier für Volkskunst. Um sich das Leben dort finanzieren zu können, verkaufte er mehrere seiner Werke an die Museum für Orientalische Kunst. 1937 wurde er in die Union der Künstler der UdSSR aufgenommen. Ab Mitte der 1930er Jahre entstanden Qastejews bekannteste Werke, die hauptsächlich Szenen aus dem alltäglichen Leben des kasachischen Volkes zeigen. Daneben porträtierte er große kasachische Persönlichkeiten wie Amangeldy Imanow, Abai Qunanbajuly oder Schoqan Uälichanuly und widmete seine Werke auch der Geschichte des kasachischen Volkes. Bekannt wurden auch seine Aquarelle kasachischer Landschaften.
1942 fand in Alma-Ata seine erste Ausstellung statt; außerdem wurde ihm der Titel Verdienter Künstler der Kasachischen SSR verliehen. Zwei Jahre später wurde ihm auch der Ehrentitel Volkskünstler der Kasachischen SSR verliehen. Zwischen 1945 und 1956 war er Vorsitzender der Union der Künstler der Kasachischen SSR. Für eine Reihe von Aquarellen mit dem Titel Auf dem Land von Kasachstan wurde ihm 1967 der Staatspreis der Kasachischen SSR verliehen. Neben seinen künstlerischen Tätigkeiten war er in den 1950er Jahren auch zweimal Abgeordneter im Obersten Sowjet der Kasachischen SSR.
Er starb am 2. November 1973 in Alma-Ata.

## Auszeichnungen und Ehrungen
- Staatspreis der Kasachischen SSR (1967)
- Orden des Roten Banners der Arbeit (zweimal)
- Ehrenzeichen der Sowjetunion
- Orden der Oktoberrevolution
- das Staatliche Kastejew-Museum der Künste wurde 1984 nach ihm benannt
- ein Hausmuseum für Äbilchan Qastejew wurde 2014 in Almaty eröffnet
- die Kunstakademie in Schymkent trägt seinen Namen